# Rocca di Cambio
Rocca di Cambio là một đô thị thuộc tỉnh L'Aquila trong vùng Abruzzo của Ý. Ý. Đô thị này có diện tích 27 km², dân số 447 người. Các đô thị giáp ranh gồm: L'Aquila, Lucoli, Ocre, Rocca di Mezzo